# Fire Down Under
Fire Down Under è il terzo album dei Riot, gruppo heavy metal statunitense.

## Il disco
Fire Down Under è considerato un classico del genere heavy metal ed un precursore del Power Metal statunitense, anche se il suono è ancora fortemente improntato al classico Hard n' Heavy che all'epoca stava dilagando con numerose altre band.
Il terzo album in studio della band sarà inoltre l'ultimo registrato con Guy Speranza alla voce, rimpiazzato successivamente da Rhett Forrester, mentre nella sezione ritmica troviamo un cambio sia alla batteria (Sandy Slavin al posto di Peter Bitelli) e al basso (Kip Leming sostituisce Jimmy Iommi).

## Tracce
1. Swords And Tequila - 3:15 -  (M. Reale/G. Speranza)
2. Fire Down Under - 2:34 -  (K. Lemming/G. Speranza)
3. Feel the Same - 4:30 -  (R. Ventura)
4. Outlaw - 4:50 -  (M. Reale/G. Speranza)
5. Don't Bring Me Down - 2:57 -  (K. Lemming/M. Reale/S. Slavin/G. Speranza/R. Ventura)
6. Don't Hold Back - 3:15 -  (M. Reale/G. Speranza)
7. Altar of the King - 4:46 -  (M. Reale/G. Speranza)
8. No Lies - 4:10 -  (R. Ventura)
9. Run For Your Life - 3:16 -  (M. Reale/G. Speranza)
10. Flashbacks - 4:02 -  (K. Lemming/M. Reale/S. Slavin/G. Speranza/R. Ventura)

### Tracce aggiunte nel 1997/1999
1. Struck By Lightning - 3:39
2. Misty Morning Rain - 3:09 -  (G. Speranza)
3. You're All I Needed Tonight - 2:59 -  (G. Speranza/R. Ventura)
4. One Step Closer - 2:12
5. Hot Life - 0:25

## Formazione
- Guy Speranza - voce
- Mark Reale - chitarra
- Rick Ventura - chitarra
- Kip Lemming - basso
- Sandy Slavin - batteria